# La Coucourde
La Coucourde är en kommun i departementet Drôme i regionen Auvergne-Rhône-Alpes i sydöstra Frankrike. Kommunen ligger i kantonen Marsanne som tillhör arrondissementet Nyons. År 2022 hade La Coucourde 1 214 invånare.

## Befolkningsutveckling
Antalet invånare i kommunen La Coucourde
Referens:INSEE